# Renato Longo
Renato Longo (Vittorio Veneto, Treviso, Vèneto, 9 d'agost de 1937) és un ciclista italià que fou professional entre 1960 i 1972. Especialista en ciclocròs, en el seu palmarès destaquen cinc campionats del món i dotze d'Itàlia de l'especialitat.

## Palmarès
- 1959
  -  Campió del món de ciclocròs
  -  Campió d'Itàlia de ciclocròs
- 1960
  -  Campió d'Itàlia de ciclocròs
- 1962
  -  Campió del món de ciclocròs
  -  Campió d'Itàlia de ciclocròs
- 1964
  -  Campió del món de ciclocròs
  -  Campió d'Itàlia de ciclocròs
- 1965
  -  Campió del món de ciclocròs
  -  Campió d'Itàlia de ciclocròs
- 1966
  -  Campió d'Itàlia de ciclocròs
- 1967
  -  Campió del món de ciclocròs
  -  Campió d'Itàlia de ciclocròs
- 1968
  -  Campió d'Itàlia de ciclocròs
- 1969
  -  Campió d'Itàlia de ciclocròs
- 1970
  -  Campió d'Itàlia de ciclocròs
- 1971
  -  Campió d'Itàlia de ciclocròs
- 1972
  -  Campió d'Itàlia de ciclocròs